# Campeonato nacional de Estados Unidos 1925
Lista de los campeones del Campeonato nacional de Estados Unidos de 1925:

## Senior

### Individuales masculinos
Bill Tilden vence a  Bill Johnston, 4–6, 11–9, 6–3, 4–6, 6–3

### Individuales femeninos
Helen Wills Moody vence a  Kathleen McKane Godfree, 3–6, 6–0, 6–2

### Dobles masculinos
Richard Norris Williams /  Vincent Richards vencen a  Gerald Patterson /  Jack Hawkes, 6–2, 8–10, 6–4, 11–9

### Dobles femeninos
Mary Browne /  Helen Wills vencen a  May Sutton Bundy /  Elizabeth Ryan, 6–4, 6–3

### Dobles mixto
Kitty McKane /  Jack Hawkes vencen a  Ermyntrude Harvey /  Vincent Richards, 6–2, 6–4
| Predecesor: 1924                         | Campeonato nacional de Estados Unidos 1925 | Sucesor: 1926                           |
| Predecesor: Campeonato de Wimbledon 1925 | Grand Slam 1925                            | Sucesor: Campeonato de Australasia 1926 |

- Datos: Q2778882